# 타프툰
타프툰(페르시아어: تافتون) 또는 타프툰 난(페르시아어: نان تافتون 나네 타프툰)은 이란 요리의 발효된 납작빵이다. 밀가루가 주 재료로 들어가며 점토나 벽돌 오븐에 주로 구워진다. 타프탄이라고도 불리며 두 단어 모두 페르시아어 단어이다.
이 빵에는 밀가루 이외에도 우유, 발효유, 달걀이 들어간다. 주로 사프란이 곁들여지며 적은 양의 카다멈 가루도 들어간다. 다른 향신료가 들어가는 레시피 또한 존재한다. 양귀비 씨와 같은 다양한 씨들로 장식되기도 한다.

## 같이 보기
- 라바시
- 시르말
- 산가크
- 바르바리
- 납작빵
- 이란 요리